# HSC Max
HSC Max (tidigare namn HSC Max Mols) är en dansk katamaransnabbfärja. Den byggdes 1997–1998 av Incat i Hobart på Tasmanien i Australien för Cat-Link. Den har framför allt tjänstgjort på Cat-Links och senare Molslinjen rutt Århus-Sjællands Odde. Från 1 september 2018 har den satts in på rutten Ystad–Rønne.